# Mexicaanse dwergbuidelrat
De Mexicaanse dwergbuidelrat (Marmosa mexicana) is een opossum uit de familie van de Didelphidae.

## Verspreiding
De Mexicaanse dwergbuidelrat bewoont regenwouden en savannegebieden van zeeniveau tot 1.600 meter hoogte van Mexico tot in westelijk Panama.

## Uiterlijk
De Mexicaanse dwergbuidelrat heeft een gladde vacht die oranjebruin van kleur is met verder zwarte kringen rondom de ogen. De lengte bedraagt circa 15 cm met een gewicht van ongeveer 80 gram. Het dier heeft een lange grijpstaart. Net als de andere dwergbuidelratten heeft de Mexicaanse dwergbuidelrat geen buidel.

## Leefwijze
De Mexicaanse dwergbuidelrat is een nachtactief dier dat solitair en in bomen leeft. Deze buidelrat voedt zich met name met insecten en fruit zoals mango en banaan. Daarnaast worden ook kleine gewervelden en eieren wel gegeten. Overdag houdt de Mexicaanse dwergbuidelrat zich op in een verlaten vogelnest of in een zelf gemaakt nest van bladeren in kleine bomen of holen in de grond. Na een draagtijd van twee weken worden één tot veertien – maar meestal zeven tot negen – jongen geboren. De Mexicaanse dwergbuidelrat is seksueel actief vanaf vijf tot zes maanden. In gevangenschap kunnen individuen meer dan vijf jaar oud worden.